# كريستوفر فرانك (ملحن)
كريستوفر فرانك (بالألمانية: Christopher Franke)‏ هو ملحن ألماني، ولد في 6 أبريل 1953 في برلين في ألمانيا.

## وصلات خارجية
- كريستوفر فرانك على موقع IMDb (الإنجليزية)
- كريستوفر فرانك على موقع ألو سيني (الفرنسية)
- كريستوفر فرانك على موقع ميوزك برينز (الإنجليزية)
- كريستوفر فرانك على موقع أول موفي (الإنجليزية)
- كريستوفر فرانك على موقع قاعدة بيانات الأفلام السويدية (السويدية)
- كريستوفر فرانك على موقع أول ميوزيك (الإنجليزية)
- كريستوفر فرانك على موقع ديسكوغز (الإنجليزية)
- كريستوفر فرانك على موقع قاعدة بيانات الفيلم (الإنجليزية)